# Eutrogia morosa
Eutrogia morosa là một loài bướm đêm trong họ Noctuidae.